# Гриффит (Берсерк)
Гриффит (яп. グリフィス Гурифису) — один из центральных персонажей серии «Берсерк», созданный Кэнтарой Миурой. Являлся лидером отряда наёмников известного, как «Отряда Сокола», одержавшей множество побед на поле боя благодаря доблести своих бойцов и военным талантам Гриффита. Описывается как человек необычайной красоты, из-за чего на первый взгляд многие персонажи и читатели путают его с девушкой. Во время Затмения, стремясь осуществить свою мечту о создании собственного королевства, он жертвует Отрядом Сокола, чтобы стать новым членом Длани Господа под именем «крылья тьмы» — Фемто (яп. フェムト Фэмуто). 
Характер Гриффита был положительно воспринят критиками, он считается одним из лучших злодеев в художественной литературе.

## Концепт и создание
В ходе интервью Кэнтаро Миура раскрыл, что его дружба с коллегой-мангакой Кодзи Мори частично стала источником вдохновения для отношений между Гатсом и Гриффитом. Он отметил, что изначально не планировал придавать Гриффиту облик злодея, изменения в этом направлении начались только в третьем томе. Миура сказал: «Если Гатс злится, у этого должна быть причина. Итак, я задал себе вопрос о том, что может вызвать ярость у человека. Часто это убийство родителей, а у меня дружба играла важную роль, поэтому идея сделать друга или хотя бы ровесника объектом гнева Гатса возникла естественным образом».
Миура также отметил, что изначально он планировал сделать Фемто, воплощение Длани Господа Гриффита, врагом Гатса. Однако после завершения арки «Золотого Века» образ Гриффита слишком сильно выделялся, поэтому Миура предпочёл, чтобы Гриффит сражался с Гатсом в своей исходной форме. По его словам, факт того, что он остался в той же форме, но стал сильнее, облегчает передачу динамики их противостояния. На замечание, что после смены фокуса на борьбу Гриффита с Ганишкой он начал выглядеть как протагонист, Миура ответил, что намеревался «показать Гриффита как персонажа, редко раскрывающего свои эмоции, но способного собирать вокруг себя персонажей, выражающих свои чувства, что в итоге придаёт Гриффиту дополнительную глубину».

## Появления

### Манга «Берсерк»
Будучи уличным мальчишкой, Гриффит с самого детства мечтал о собственном королевстве. Для воплощения своей мечты он основал наёмническую группировку «Отряд Сокола», принудительно завербовав Гатса после победы над ним в поединке и заявив, что он «принадлежит» ему. Через три года под руководством Гриффита отряд Сокола смог прекратить Столетнюю войну, принеся мир в Мидланд. Однако, Гатс, стремясь следовать своей мечте, покидает отряд Сокола, побеждая Гриффита в дуэли.
Это приводит к тому, что обезумевший Гриффит, испытывая момент слабости, соблазняет принцессу Шарлотту, из-за чего он попадает в темницу и подвергается изнурительным пыткам. Осознав своё инвалидное состояние и отчаявшись из-за неспособности осуществить свою мечту, Гриффит активирует Алый Бехерит, полученный им в детстве, во время солнечного затмения.
В момент Затмения Гриффиту предлагают пожертвовать отрядом Сокола, чтобы возродиться в качестве последнего члена Длани Господа и стать мессией, который вершит окончательную судьбу человечества. Приняв это предложение и использовав души в жертву, он перерождается в Фемто и совершает ужасные поступки, включая изнасилование Каски, что приводит к осквернению её нерождённого ребёнка.
Через два года Гриффит проникает в физический мир через тело ребенка Каски во время ложного Затмения в Альбионе, устроенного Апостолом-яйцом. После встречи с Гатсом, Гриффит создаёт новый отряд Сокола, включающий людей и апостолов, чтобы противостоять армии Кушанов. После нанесения смертельного ранения Ганишике и смешения физического и сверхъестественного миров, Гриффит основывает королевство Фалькония, становясь последним бастионом для человечества в Фантазии.

### Другие появления
Гриффит является игровым персонажем в компьютерной игре Berserk and the Band of the Hawk.

## Принятие
Характеристика Гриффита стала объектом исследований, где затрагивался вопрос, было ли его предательство в конце арки «Золотого Века» сознательным или оно было вызвано внешними факторами, не поддающиеся его контролю. В своём анализе темы трансгуманизма и связанных с ним этических вопросов в манге «Берсерк», Наталья Кучма отметила, что его субъективность и физическое воплощение переломились в обмен на осуществление его мечты о собственном королевстве.
Энн Лауэнрот из Anime News Network охарактеризовала Гриффита как «идеального злодея», высоко оценив его человеческий аспект и гамартию, которая привела к его выбору в Затмении. В списке «20 величайших злодеев аниме» от Paste, Гриффит занял второе место. Туссэнт Иган назвал его «идеальным антиподом Гатса из „Берсерка“ — двое мужчин, чья битва друг с другом олицетворяет тематическую борьбу между судьбой и независимостью. Безусловно, Гриффит — злодей люциферианских масштабов».
Дэниэл Бриско из The Fandom Post отметил, что Гриффит предстаёт перед читателями как загадочный персонаж с невероятными мастерством, однако при этом обладает сострадательной стороной. Он отмечает, что «такие характеристики у лидера и бойца делают его ещё более интригующим». Лейниша Кэмпбелл похвалила развитие Гриффита в четвертом томе, отмечая, что коварство его характера в предыдущих главах и предательство своих товарищей, утверждают его в роли злодея, который в будущем станет грозным антагонистом. Скайлер Аллен похвалил исполнение Миурой арки Затмения, заявив, что «предательство Гриффита всех, кто когда-либо заботился о нём, становится заключительным актом честолюбия. „Берсерк“ всегда выдвигал честолюбие как ключевой момент человеческой природы, а Затмение напоминает, что это чувство может легко лишить нас нашей человечности. Честолюбие Гриффита подняло его на вершину, но также превратило в монстра, как в буквальном, так и в метафорическом смысле».

## Комментарии
1. ↑  Также встречается вариант — ГриффитС
2. ↑  Поскольку в оригинальном названии 鷹の団, иероглиф «鷹» переводится как «Сокол», так и «Ястреб», может встречаться вариант «Банда Ястреба»
3. ↑  Также встречается вариант — «БехеЛит»